# Gaocheng (köpinghuvudort i Kina, Hubei Sheng, lat 31,95, long 113,44)
Gaocheng är en köpinghuvudort i Kina. Den ligger i provinsen Hubei, i den centrala delen av landet, omkring 170 kilometer nordväst om provinshuvudstaden Wuhan. Antalet invånare är 23 137. Befolkningen består av 11 301 kvinnor och 11 836 män. Barn under 15 år utgör 11,0 %, vuxna 15-64 år 79 %, och äldre över 65 år 9,0 %.
Runt Gaocheng är det ganska tätbefolkat, med 239 invånare per kvadratkilometer. Närmaste större samhälle är Lishan, 17,0 km sydväst om Gaocheng. Trakten runt Gaocheng består till största delen av jordbruksmark.
Genomsnittlig årsnederbörd är 1 128 millimeter. Den regnigaste månaden är september, med i genomsnitt 179 mm nederbörd, och den torraste är december, med 10 mm nederbörd.